# 両郷村
両郷村（りょうごうむら）は栃木県の北東部、那須郡に属していた村である。

## 地理
- 河川：那珂川、松葉川、前松葉川

## 歴史
- 1889年（明治22年）4月1日 町村制施行により、両郷村、中之内村、河原村、寺宿村、木佐美村、大久保村、久野又村、大輪村、川田村が合併し那須郡両郷村が成立する。
- 1955年（昭和30年）2月11日 黒羽町、川西町、須賀川村と合併し黒羽町を新設する。